# Maria Lindsay
Pour les articles homonymes, voir Lindsay.
Maria Lindsay Bliss (15 mai 1827 — 3 avril 1898) est une compositrice anglaise.

## Biographie
Maria Lindsay nait le 15 mai 1827 à Wimbledon. Elle épouse le révérend John Worthington Bliss en 1858. Elle est l'une des premières anglaises à connaître un succès commercial en tant qu'auteur-compositrice XIXe siècle, obtenant un contrat d'exclusivité avec l'éditeur Robert Cocks à Londres.
Elle meurt le 3 avril 1898 à Betteshanger, Kent,.

## Œuvres
Lindsay a composé des chants sacrées et populaires, utilisant souvent la poésie contemporaine comme texte.
- Absalom, 1868
- Excelsior (Texte : Henry Wadsworth Longfellow), 1854
- Home They Brought Her Warrior Dead (Texte : Lord Alfred Tennyson), 1858
- A psalm of life (Texte : Henry Wadsworth Longfellow)
- Daybreak (Texte : Henry Wadsworth Longfellow)
- Excelsior (Texte: Henry Wadsworth Longfellow)
- Hymn of the Moravian nuns at Bethlehem at the Consecration of Pulaski's Banner (Texte : Henry Wadsworth Longfellow)
- Stars of the summer night (Texte : Henry Wadsworth Longfellow)
- The bridge (Texte : Henry Wadsworth Longfellow)
- The old clock on the stairs  (Texte : Henry Wadsworth Longfellow)
- The Owl and the Pussycat (Texte : Edward Lear)
- The song of Love and Death (Texte : Lord Alfred Tennyson)
- Too late, too late! (Texte : Lord Alfred Tennyson)
- With many a curve (Texte : Lord Alfred Tennyson) [4]